# Morning Musume
Morning Musume (japanisch モーニング娘; mōningu musume, etwa Morgenmädchen), zurzeit unter dem Namen Morning Musume '25 (gesprochen two-five), ist eine 1997 gegründete J-Pop-Girlgroup mit ständig wechselnder Besetzung. Die Gruppe ist eine der erfolgreichsten Japans.
Morning Musume ist Bestandteil von Hello! Project, einem Zusammenschluss weiblich besetzter Pop-Gruppen und Solokünstlerinnen, die bis 2014 von Tsunku, dem Ex-Sänger von Sharan Q, produziert wurden. Die neu hinzugekommenen Mädchen wurden über Castings ausgewählt, zu Beginn in der Castingshow „Asayan“, später über „Hello! Morning“. Seit den 2010er Jahren laufen die Castings hauptsächlich ohne öffentliche Ausstrahlung ab. Da meist mehrere Mitglieder gleichzeitig hinzukamen, wurden die jeweiligen Neuankömmlinge in Generationen unterteilt, die ursprünglich meist aus drei oder vier Mädchen bestanden.
Unter dem Dach des Hello! Projects bildeten Mitglieder der Gruppe auch Untergruppen (z. B. Pucchi Moni, Tanpopo, Mini-Moni) oder waren Teil eigenständiger Gruppen (z. B. Country Musume, Biyūden). Einige der ausgestiegenen Mitglieder verblieben auch als Solokünstlerinnen in Hello! Project (z. B. Miki Fujimoto), Anfang 2009 sind jedoch alle Ex-Mitglieder aus dem Hello! Project ausgetreten.

## Geschichte

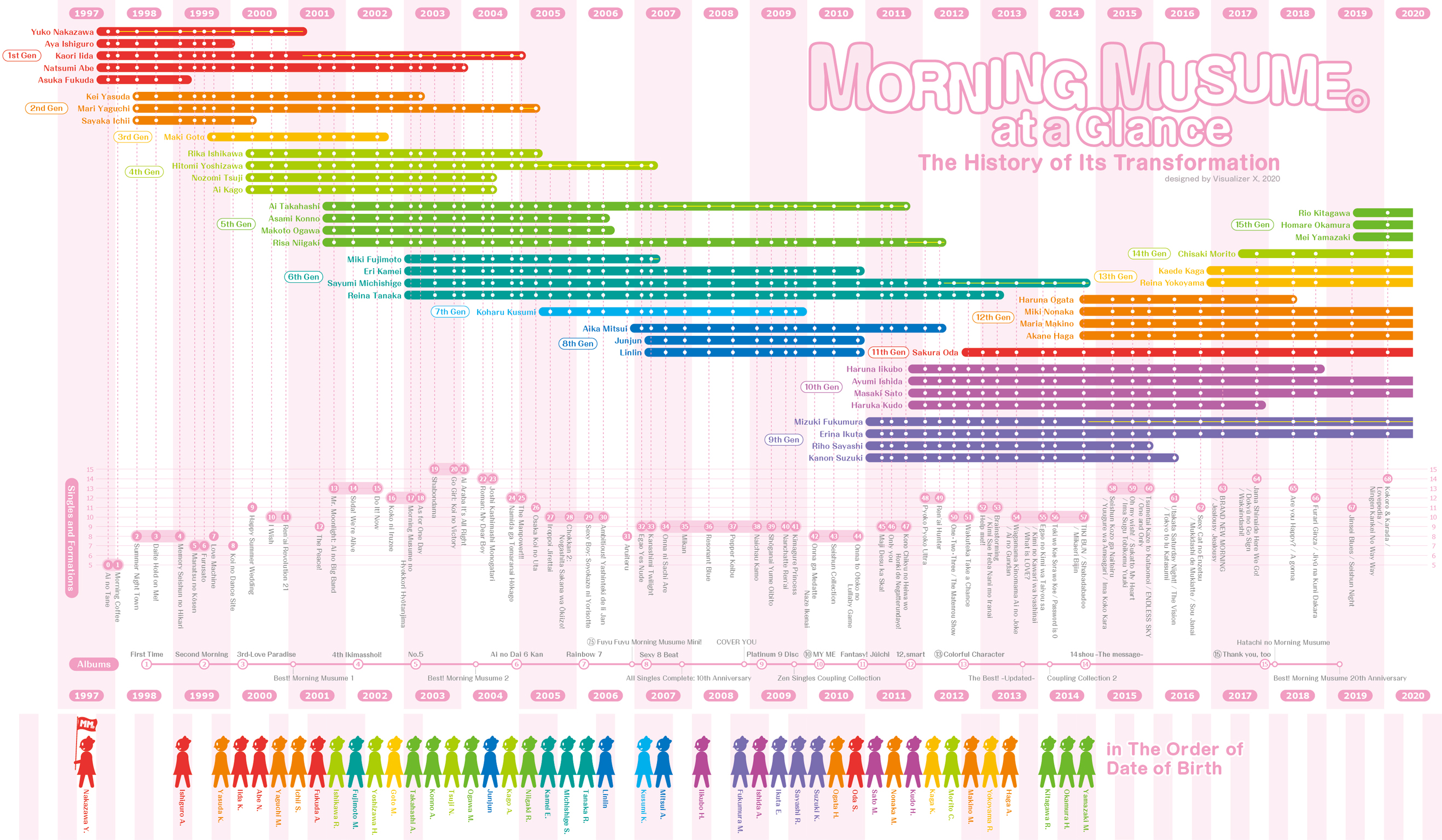
Zeittafel der wechselnden Mitglieder, sowie Singles und Alben

### Anfangszeit (1997–1999)
Im April 1997 suchte Tsunku, der Sänger der Band Sharam Q, eine neue Rock-Sängerin für seine Gruppe. Zusammen mit der Sendung Asayan veranstaltete er ein Casting, welches Michiyo Heike gewann. Während Heike letztendlich als Solokünstlerin arbeitete, widmete sich Tsunku den fünf verbliebenen Finalistinnen des Castings: Yuko Nakazawa, Aya Ishiguro, Kaori Iida, Natsumi Abe und Asuka Fukuda. Er produzierte die Single „Ai No Tane“ für sie und setzte ihnen ein Ultimatum: Sollte sich die Single innerhalb einer Woche mindestens 50.000 Mal verkaufen, würde er die fünf Frauen weiterhin als Gruppe produzieren. Sie erreichten das Ziel nach vier Tagen. Am 14. September 1997 erhielt die neue Gruppe den Namen Morning Musume.
Kurz nach der ersten Single unter einem Hauptlabel, „Morning Coffee“, überraschte Tsunku die Gruppe mit neuen Mitgliedern. In der zweiten Generation traten Kei Yasuda, Mari Yaguchi und Sayaka Ichii bei. Mit „Daite HOLD ON ME!“ erreichte die Gruppe im September 1998 zum ersten Mal Platz #1 der japanischen Oricon-Charts. Im Dezember desselben Jahres gewann Morning Musume den Best New Artist Award der 40. Japan Record Awards. Der Erfolg wurde von der ersten Graduation in der Gruppe getrübt: Asuka Fukuda verließ Morning Musume im April 1999.

### Die „Goldene Ära“ (2002–2004)
Nach Fukudas Weggang trat Maki Goto der Gruppe als einziges Mitglied der dritten Generation bei. Sie wurde schnell zu einem der beliebtesten Mädchen der Band. Ihre Debütsingle, „LOVE Machine“, ist bis heute die meistverkaufte Single von Morning Musume.
Gotos Debüt und die Veröffentlichung von „LOVE Machine“ markierten eine Zeit in der Gruppe, die unter Fans, aber auch in der japanischen Öffentlichkeit „Goldene Ära“ (黄金期; Ougon Ki) genannt wird. Nach offiziellen Angaben endete die Ära mit dem Abschied von Natsumi Abe im Januar 2004. Unter Fans werden aber auch das Debüt der fünften Generation im Jahr 2001 und Gotos Weggang Ende 2002 als Endpunkt der Ära diskutiert. Morning Musume wurde in dieser Zeit zu einer der erfolgreichsten und bekanntesten Gruppen Japans und war in der japanischen Öffentlichkeit durch Werbeverträge, Radiosendungen und Fernsehauftritte allgegenwärtig. Gleichzeitig herrschte jedoch eine hohe Fluktuation der Mitglieder. Zwischen 2000 und 2003 debütierten 12 neue Mädchen in der Gruppe in drei Generationen. In der sechsten Generation debütierten mit Reina Tanaka und Miki Fujimoto zum ersten Mal Mädchen, die zuvor an einem Casting gescheitert waren (Fujimoto am Casting für die vierte Generation, Tanaka für die fünfte).
Nach einigen Jahren sanken die Verkaufszahlen von über einer Million verkauften Kopien für „LOVE Machine“ und „Koi no Dance Site“ auf kontinuierlich unter 200.000 Kopien ab 2003. Die Zeit ab 2002 wird unter manchen Fans auch als Hellomageddon (ハローマゲドン; Haromagedon) bezeichnet, in Anlehnung an Harmagedon (auf japanisch ハルマゲドン; Harumagedon). Zu dieser Zeit fanden viele Änderungen im gesamten Hello! Project statt, die bei Fans nicht nur positive Reaktionen hervorriefen.

### Krisenjahre ab 2004
Abes Graduation im Januar 2004 leitete eine Periode mit rasanten Abgängen ein. Innerhalb von 16 Monaten verließen sechs Mädchen die Gruppe, darunter Bestseller wie Ishikawa und das Duo Tsuji und Kago. Dazu kamen Skandale von aktuellen und ehemaligen Mitgliedern: Abe wurde kurz nach ihrem Solo-Debüt suspendiert, nachdem sie einen Gedichtband mit kopierten Gedichten veröffentlicht hatte. Yaguchi verließ die Gruppe, nachdem ihr von der Boulevardzeitung FRIDAY eine Beziehung mit dem Schauspieler Shun Oguri nachgewiesen wurde. Tsuji und Kago mussten die Arbeit in W beenden, nachdem Kago minderjährig beim Rauchen erwischt und gefeuert wurde. Zu diesem Zeitpunkt hatte die Gruppe alle bekannten Gesichter verloren. Hitomi Yoshizawa aus der vierten Generation übernahm die Leitung, Takahashi aus der fünften und Fujimoto aus der sechsten Generation den Hauptgesang.
Auch die Suche nach neuen Mitgliedern gestaltete sich schwierig. Das erste Casting für die siebte Generation, Lucky 7, ging 2004 als erstes Casting in der Geschichte der Gruppe ohne Gewinnerin zu Ende. Im Februar 2005 gewann überraschend Koharu Kusumi das zweite Casting zur siebten Generation. Die Verkaufszahlen sanken weiter auf unter 100.000 verkaufte Kopien. Den negativen Höhepunkt stellte die Single „Ambitious! Yashinteki de Ii Jan“ mit nur 47.000 Verkäufen dar.
Im März 2007 überraschte Produzent Tsunku die Fans mit zwei Ergänzungen zur achten Generation. Nachdem Aika Mitsui bereits im Dezember 2006 vorgestellt worden war, traten nun die beiden chinesischen Mitglieder Li Chun und Qian Lin der Gruppe unter den Namen „Junjun“ und „Linlin“ bei. Tsunku plante mit den beiden neuen Mitgliedern eine Expansion nach China. Im Mai desselben Jahres verließ Yoshizawa die Gruppe mit der Single „Kanashimi Twilight“. Fujimoto folgte ihr einen Monat später nach einem Beziehungsskandal. Zum Abschied der Ära stellte die Gruppe noch einen Rekord ein: Morning Musume überholte Pink Lady als meistverkaufter weiblicher Akt in Japan mit 11.085.000 verkauften Kopien.

### Die „Platin-Ära“ (2008–2010)
Mit der unter Fans als „Platin-Ära“ (プラチナ期; Purachina Ki) bekannten Periode trat eine Zeit der Ruhe ein. Die Skandale nahmen ab und die Besetzung der Gruppe wurde zu einer der stabilsten in ihrer Geschichte. 2008 war das erste Jahr, in dem keine Änderung am Stab vorgenommen wurde. Erst mit dem Abgang von Koharu Kusumi im Dezember 2009 änderte sich die Formation zum ersten Mal nach 30 Monaten. Der Namensgeber der Ära ist Morning Musumes neuntes Studioalbum „Platinum 9 DISC“.
Die „Platin-Ära“ gilt als eine der unpopulärsten in der Geschichte Morning Musumes. Die Verkaufszahlen waren kontinuierlich schlecht und mit der Single „Mikan“ wurde mit 39.000 verkauften Singles der Negativrekord von „Namida ga Tomaranai Houkago“ aus dem Jahr 2004 eingestellt. Die Sendezeit der agentureigenen Fernsehsendungen sank auf halbstündige Programme. In andere Fernsehprogramme wurde die Gruppe nur noch selten eingeladen, dazu meist zusammen mit ehemaligen Mitgliedern. Ihre Sprechzeit beschränkte sich dabei auf eine kurze Ankündigung zur neuesten Single, während die ehemaligen Mitglieder die Hauptgäste der Sendungen waren.
Gleichzeitig galt die Gruppe dieser Zeit jedoch auch als stärkste Formation in Hinblick auf Gesangs- und Tanztalent. Zudem hielt die Gruppe ab 2007 vermehrt Konzerte im Ausland, unter anderem auf der Anime Expo 2009 in Los Angeles und der Japan Expo 2010 in Paris, auf welchen die Gruppe als Ehrengäste mit „3, 2, 1 BREAKIN’OUT“ und „Seishun Collection“ die Titellieder der Messen lieferten.
Am 15. Dezember 2010 verließen Eri Kamei, Junjun und Linlin die Gruppe. Es war das erste Mal, dass die Gruppe drei Mitglieder gleichzeitig verabschiedete. Die folgende Formation war zudem die kleinste seit der Gründung der Gruppe mit fünf Mitgliedern. Zeitgleich lief jedoch ein neues Casting für Mitglieder der neunten Generation. Es war das erste Casting seit 2007.

### Neue Erfolge mit der „Farbenfrohen Ära“ (2011–2014)
Am 2. Januar 2011 wurden Mizuki Fukumura, Erina Ikuta, Riho Sayashi und Kanon Suzuki als neue Mitglieder der neunten Generation vorgestellt. Eine Woche später gab Ai Takahashi bekannt, dass sie die Gruppe nach zehn Jahren im September desselben Jahres verlassen würde. Zu diesem Zeitpunkt war sie der Leader mit der längsten Amtszeit in der Gruppe. Bei ihrem letzten Konzert am 29. September wurden mit Haruna Iikubo, Ayumi Ishida, Masaki Sato und Haruka Kudo die neuen Mitglieder der zehnten Generation präsentiert. Takahashi gab die Leitung an Risa Niigaki weiter, welche diese Position allerdings nur wenige Monate innehatte, bevor auch sie die Gruppe zusammen mit Aika Mitsui am 18. Mai 2012 verließ. Zwischenzeitlich stellte die Gruppe den negativen Rekord von „Mikan“ ein: Die Single „Pyoco Pyoko Ultra“ verkaufte sich nur 34.000 Mal.
Nach Niigakis Weggang übernahm Sayumi Michishige den Leader-Titel der Gruppe. In den darauf folgenden Jahren konnte die Gruppe eine Reihe von Erfolgen feiern. 2012 feierte die Gruppe ihr 15-jähriges Bestehen und ihre 50. Single „One Two Three / The Matenrou Show“. Sie verkaufte sich über 100.000 Mal und wurde somit zur meistverkauften Single seit „Go Girl ~Koi no Victory~“ aus dem Jahr 2003. Im September 2012 trat Sakura Oda der Gruppe in der elften Generation bei. Im Januar 2013 veröffentlichte Morning Musume die Single „Help me!!“, welche die erste seit „Shouganai Yume Oibito“ im Jahr 2009 war, die Platz #1 in den Oricon-Charts erreichte. Dieser Platzierung sollten drei weitere Nummer-eins-Hits folgen – die längste Serie in der Geschichte der Gruppe. Unter Michishige konnte Morning Musume zudem weitere Werbedeals ergattern, unter anderem mit dem Mobiltelefonanbieter au des Unternehmens KDDI.
Am 1. Januar 2014 begann die Gruppe, die Jahreszahl in ihrem Namen widerzuspiegeln und trat zum ersten Mal unter dem Namen Morning Musume.’14 auf. Die Zahl wurde als „one-four“ gelesen. Aufgrund der neuen, vielseitigen Erfolge ist diese Zeit bei Fans als „Farbenfrohe Ära“ (カラフル期; Karafuru Ki) bekannt. Der Name bezieht sich, wie bei der „Platin Ära“, auf ein Album der Gruppe: das 13. Studioalbum „13 Colorful Character“. Ein Merkmal der Ära waren Songs im EDM-Stil sowie der Formationstanz, welchen die Gruppe mehrmals in Fernsehsendungen zeigte und erklärte. Im September 2014 wurde die 12. Generation von Morning Musume vorgestellt: Haruna Ogata, Miki Nonaka, Maria Makino und Akane Haga würden 2015 mit der Gruppe debütieren. Einen Monat später trat die Gruppe zum ersten Mal seit 2009 in den USA auf.
Die Graduation von Michishige im Dezember 2014 wird allgemein als das Ende dieser Ära angesehen.

### Neuere Entwicklungen und die „Mizu-Fukumura-Ära“ (seit 2014)
Mizuki Fukumura aus der neunten Generation übernahm die Leitung von Michishige und wurde zum jüngsten Leader in der Geschichte der Gruppe mit 18 Jahren. Ende 2015 kündigte Riho Sayashi, zu diesem Zeitpunkt zentrales Mitglied und Hauptsängerin der Gruppe, überraschend ihren Austritt an. Sie ging in die Vereinigten Staaten, um Tanz zu studieren. Die Gruppe brauchte einige Monate, um den Weggang zu verkraften, da alle Formationen auf Sayashi ausgelegt waren. In dieser Zeit experimentierte Morning Musume mit anderen Hauptsängerinnen und Musikstilen: „Utakata Saturday Night“ hatte eine fröhliche Melodie und einen mitreißenden Tanz, während „Tokyo to Iu Katasumi“ eher düster war und Elemente von Power Pop aufwies, die an Sound Horizon erinnerten. „The Vision“ war eine Ballade. „Sexy Cat no Enzetsu“ bediente sich an Musical-Elementen, während „Mukidashi de Mukiatte“ wieder EDM zuzuordnen ist. Als neue Hauptsängerinnen kristallisierten sich Fukumura, Masaki Sato aus der zehnten und Sakura Oda aus der elften Generation heraus.
2017 feierte die Gruppe ihr 20-jähriges Bestehen. Zusammen mit den Mitgliedern der ersten Generation brachte sie unter dem Namen Morning Musume 20th neue Versionen von „Ai no Tane“ und „Morning Coffee“ sowie das Mini-Album „Hatachi no Morning Musume“ heraus. Außerdem feierte die Gruppe ihr Jubiläum mit einem Pop-up-Café und einer Wanderausstellung durch verschiedene Filialen des Musikhändlers HMV.
Im selben Jahr debütierten Kaede Kaga und Reina Yokoyama in der 13. Generation. Im Sommer traf zudem Chisaki Morito als Mitglied der 14. Generation dazu, welche zuvor schon in der Gruppe Country Girls aktiv war.
In den letzten Jahren machte sich die Gruppe vor allen Dingen mit ihren pausenlosen und kräftezehrenden Bühnenauftritten einen Namen. Ihre Kondition wurde insbesondere nach einem Auftritt bei rockin’on presents ROCK IN JAPAN FESTIVAL 2019 von der Presse gelobt, welche Morning Musume den Namen „Konditionsmonster“ (体力オバケ; Tairyoku Obake, wörtlich: „Konditions-Geister“) gab. Beim ROCK IN JAPAN FESTIVAL trat die Gruppe zudem zum ersten Mal vor 60.000 Zuschauern auf.
Die letzte Ära ist als „Mizu-Fukumura-Ära“ (ふくむらみず期; fukumura mizu ki) bekannt gewesen. Die Bezeichnung entstand zunächst als Witz, mit dem Akane Haga auf eine Frage eines Reporters in der Fernsehsendung JAPAN COUNTDOWN CHECK antwortete. Im September 2020 wurde der Name jedoch offiziell durch Tsunku bestätigt. Fukumura war der am längsten amtierende Leader und hat Morning Musume stark durch ihren Stil geprägt. Sie war jahrelang eine der Hauptsängerinnen und Key Visuals der Gruppe. Diese Ära endete mit Fukumuras Graduation im November 2023.

## Mitgliederliste

### Momentane Formation
(Stand: Dezember 2022)
| Name                        | Geburtsdatum      | Alter | Datum des Eintritts | Generation | Mitgliedsfarbe | Mitgliedsfarbe | Sonstiges |
| --------------------------- | ----------------- | ----- | ------------------- | ---------- | -------------- | -------------- | --------- |
| Miki Nonaka (野中美希)      | 7. Oktober 1999   | 25    | 30. September 2014  | 12         |                | Violett        | Leader    |
| Maria Makino (牧野真莉愛)   | 2. Februar 2001   | 24    | 30. September 2014  | 12         |                | Rosa           | Subleader |
| Rio Kitagawa (北川莉央)     | 16. März 2004     | 21    | 22. Juni 2019       | 15         |                | Meeresblau     |           |
| Homare Okamura (岡村ほまれ) | 9. Mai 2005       | 20    | 22. Juni 2019       | 15         |                | Gänseblümchen  |           |
| Mei Yamazaki (山﨑愛生)     | 28. Juni 2005     | 20    | 22. Juni 2019       | 15         |                | Grün           |           |
| Rio Sakurai (櫻井梨央)      | 11. November 2005 | 19    | 29. Juni 2022       | 16         |                | Milchtee       |           |
| Haruka Inoue (井上春華)     | 6. Mai 2006       | 19    | 23. Mai 2023        | 17         |                | Minzgrün       |           |
| Ako Yumigeta (弓桁朱琴)     | 8. Juli 2008      | 17    | 23. Mai 2023        | 17         |                | Reinrot        |           |

### Ehemalige Mitglieder
(Stand: Dezember 2022)
| Name              | Geburtsdatum       | Alter | Datum des Eintritts | Datum des Austritts | Generation |
| ----------------- | ------------------ | ----- | ------------------- | ------------------- | ---------- |
| Yuko Nakazawa     | 19. Juni 1973      | 52    | 7. September 1997   | 15. April 2001      | 1          |
| Aya Ishiguro      | 12. Mai 1978       | 47    | 7. September 1997   | 7. Januar 2000      | 1          |
| Kaori Iida        | 8. August 1981     | 44    | 7. September 1997   | 30. Januar 2005     | 1          |
| Natsumi Abe       | 10. August 1981    | 43    | 7. September 1997   | 25. Januar 2004     | 1          |
| Asuka Fukuda      | 17. Dezember 1984  | 40    | 7. September 1997   | 18. April 1999      | 1          |
| Kei Yasuda        | 6. Dezember 1980   | 44    | 3. Mai 1998         | 5. Mai 2003         | 2          |
| Mari Yaguchi      | 20. Januar 1983    | 42    | 3. Mai 1998         | 14. April 2005      | 2          |
| Sayaka Ichii      | 31. Dezember 1983  | 41    | 3. Mai 1998         | 21. Mai 2000        | 2          |
| Maki Gotō         | 23. September 1985 | 39    | 22. August 1999     | 23. September 2002  | 3          |
| Rika Ishikawa     | 19. Januar 1985    | 40    | 16. April 2000      | 7. Mai 2005         | 4          |
| Hitomi Yoshizawa  | 12. April 1985     | 40    | 16. April 2000      | 6. Mai 2007         | 4          |
| Nozomi Tsuji      | 17. Juni 1987      | 38    | 16. April 2000      | 1. August 2004      | 4          |
| Ai Kago           | 7. Februar 1988    | 37    | 16. April 2000      | 1. August 2004      | 4          |
| Ai Takahashi      | 14. September 1986 | 38    | 26. August 2001     | 30. September 2011  | 5          |
| Asami Konno       | 7. Mai 1987        | 38    | 26. August 2001     | 23. Juli 2006       | 5          |
| Makoto Ogawa      | 29. Oktober 1987   | 37    | 26. August 2001     | 27. August 2006     | 5          |
| Risa Niigaki      | 20. Oktober 1988   | 36    | 26. August 2001     | 18. Mai 2012        | 5          |
| Miki Fujimoto     | 26. Februar 1985   | 40    | 19. Januar 2003     | 1. Juni 2007        | 6          |
| Eri Kamei         | 23. Dezember 1988  | 36    | 19. Januar 2003     | 15. Dezember 2010   | 6          |
| Sayumi Michishige | 13. Juli 1989      | 36    | 19. Januar 2003     | 26. November 2014   | 6          |
| Reina Tanaka      | 11. November 1989  | 35    | 19. Januar 2003     | 21. Mai 2013        | 6          |
| Koharu Kusumi     | 15. Juli 1992      | 33    | 9. Januar 2005      | 6. Dezember 2009    | 7          |
| Aika Mitsui       | 12. Januar 1993    | 32    | 10. Dezember 2006   | 18. Mai 2012        | 8          |
| Junjun (Li Chun)  | 11. Februar 1988   | 37    | 15. März 2007       | 15. Dezember 2010   | 8          |
| Linlin (Qian Lin) | 11. März 1991      | 34    | 15. März 2007       | 15. Dezember 2010   | 8          |
| Mizuki Fukumura   | 30. Oktober 1996   | 28    | 2. Januar 2011      | 29. November 2023   | 9          |
| Erina Ikuta       | 7. Juli 1997       | 28    | 2. Januar 2011      | 8. Juli 2025        | 9          |
| Riho Sayashi      | 28. Mai 1998       | 27    | 2. Januar 2011      | 31. Dezember 2015   | 9          |
| Kanon Suzuki      | 5. August 1998     | 27    | 2. Januar 2011      | 31. Mai 2016        | 9          |
| Haruna Iikubo     | 7. November 1994   | 30    | 29. September 2011  | 16. Dezember 2018   | 10         |
| Ayumi Ishida      | 7. Januar 1997     | 28    | 29. September 2011  | 6. Dezember 2024    | 10         |
| Masaki Sato       | 7. Mai 1999        | 26    | 29. September 2011  | 13. Dezember 2021   | 10         |
| Haruka Kudo       | 27. Oktober 1999   | 25    | 29. September 2011  | 11. Dezember 2017   | 10         |
| Sakura Oda        | 12. März 1999      | 26    | 14. September 2012  | 2026                | 11         |
| Haruna Ogata      | 15. Februar 1999   | 26    | 30. September 2014  | 20. Juni 2018       | 12         |
| Akane Haga        | 7. März 2002       | 23    | 30. September 2014  | November 2025       | 12         |
| Kaede Kaga        | 30. November 2000  | 24    | 12. Dezember 2016   | 10. Dezember 2022   | 13         |
| Reina Yokoyama    | 22. Februar 2001   | 24    | 12. Dezember 2016   | November 2025       | 13         |
| Chisaki Morito    | 19. Februar 2000   | 25    | 26. Juni 2017       | 20. Juni 2022       | 14         |

### Leitung
Pro Generation gibt es immer einen Leiter (Leader) und einen Co-Leiter (Subleader), die von den Mitgliedern besetzt sind, die am längsten im Hello! Project sind. Sollten die Erfahrensten gleich lang dabei sein, erhält die ältere Person den Vorzug.
Leader
| #   | Name              | Zeitspanne                            |
| --- | ----------------- | ------------------------------------- |
| 1.  | Yuko Nakazawa     | Formation – 15. April 2001            |
| 2.  | Kaori Iida        | 16. April 2001 – 30. Januar 2005      |
| 3.  | Mari Yaguchi      | 31. Januar 2005 – 14. April 2005      |
| 4.  | Hitomi Yoshizawa  | 14. April 2005 – 6. Mai 2007          |
| 5.  | Miki Fujimoto*    | 7. Mai 2007 – 1. Juni 2007            |
| 6.  | Ai Takahashi      | 1. Juni 2007 – 30. September 2011     |
| 7.  | Risa Niigaki      | 1. Oktober 2011 – 18. Mai 2012        |
| 8.  | Sayumi Michishige | 19. Mai 2012 – 26. November 2014      |
| 9.  | Mizuki Fukumura   | 27. November 2014 – 29. November 2023 |
| 10. | Erina Ikuta       | 30. November 2023 – 8. Juli 2025      |
| 11. | Miki Nonaka       | seit 9. Juli 2025                     |

* Miki Fujimoto bekam den Vorzug vor sämtlichen Mitgliedern der 5. Generation, da sie bereits bei den Castings zur 4. Generation teilnahm und daraufhin einen Vertrag als Solosängerin angeboten bekam.
Sub-Leader
| #   | Name                               | Zeitspanne                            |
| --- | ---------------------------------- | ------------------------------------- |
| -*. | –                                  | Formation – 15. April 2001            |
| 1.  | Kei Yasuda                         | 16. April 2001 – 5. Mai 2003          |
| 2.  | Mari Yaguchi                       | 5. Mai 2003 – 30. Januar 2005         |
| 3.  | Hitomi Yoshizawa                   | 31. Januar 2005 – 14. April 2005      |
| 4.  | Miki Fujimoto                      | 14. April 2005 – 6. Mai 2007          |
| 5.  | Ai Takahashi                       | 7. Mai 2007 – 1. Juni 2007            |
| 6.  | Risa Niigaki                       | 1. Juni 2007 – 30. September 2011     |
| -   | –**                                | 1. Oktober 2011 – 21. Mai 2013        |
| 7.  | Mizuki Fukumura & Haruna Iikubo*** | 21. Mai 2013 – 26. November 2014      |
| 8.  | Haruna Iikubo & Erina Ikuta****    | 27. November 2014 – 16. Dezember 2018 |
| 9.  | Erina Ikuta & Ayumi Ishida*****    | 16. Dezember 2019 – 29. November 2023 |
| 10. | Ayumi Ishida & Sakura Oda******    | 30. November 2023 – 6. Dezember 2024  |
| 11. | Sakura Oda & Miki Nonaka*******    | 7. Dezember 2024 – 8. Juli 2025       |
| 12. | Sakura Oda & Maria Makino********  | 9. Juli 2025 – 2026                   |
| 13. | Maria Makino & ???*********        | 2026 seit                             |

* Die Person des Sub-Leaders existiert erst, seitdem Kaori Iida die Leitung übernahm.

** Nachdem Risa Niigaki die Position des Leaders übernommen hatte, wurde die Position des Sub-Leaders bis zum 21. Mai 2013 nicht neu besetzt.

***Mizuki Fukumura und Haruna Iikubo wurden zu gemeinsamen Sub-Leadern ernannt.

**** Nachdem Mizuki Fukumura die Leaderposition bekommen hatte, rückte Erina Ikuta als Subleader nach.

*****Ebenso rückte Ayumi Ishida für Haruna Iikubo nach.

****** Nachdem Erina Ikuta die Leaderposition bekommen hatte, rückte Sakura Oda als Subleader nach.
*******Ebenso rückte Miki Nonaka für Ayumi Ishida nach.
********Nachdem Miki Nonaka die Leaderposition bekommen hatte, rückte Maria Makino als Subleader nach.
*********Ebenso rückte ??? für Sakura Oda nach.

## Diskografie

### Alben
| Jahr | Titel                                                           | Höchstplatzierung, Gesamtwochen, AuszeichnungChartsChartplatzierungen (Jahr, Titel, Platzierungen, Wochen, Auszeichnungen, Anmerkungen) | Anmerkungen                                               |
| Jahr | Titel                                                           | JP | Anmerkungen                                               |
| ---- | --------------------------------------------------------------- | --- | --------------------------------------------------------- |
| 1998 | First Time (ファーストタイム)                                   | JP4 Platin · (18 Wo.)JP | Erstveröffentlichung: 8. Juli 1998 Verkäufe: + 400.000    |
| 1999 | Second Morning (セカンドモーニング)                             | JP3 Platin · (14 Wo.)JP | Erstveröffentlichung: 28. Juli 1999 Verkäufe: + 400.000   |
| 2000 | 3rd-LOVE Paradise (3rd-LOVEパラダイス)                          | JP2 Diamant · (16 Wo.)JP | Erstveröffentlichung: 29. März 2000 Verkäufe: + 1.000.000 |
| 2002 | 4th Ikimasshoi! (4th いきまっしょい!)                           | JP1 Platin · (11 Wo.)JP | Erstveröffentlichung: 27. März 2002 Verkäufe: + 400.000   |
| 2003 | 5 (No.5)                                                        | JP1 Platin · (11 Wo.)JP | Erstveröffentlichung: 26. März 2003 Verkäufe: + 250.000   |
| 2004 | Ai no Dai 6 Kan (愛の第6感)                                     | JP7 (8 Wo.)JP | Erstveröffentlichung: 8. Dezember 2004                    |
| 2006 | Rainbow 7 (レインボー7)                                         | JP7 (5 Wo.)JP | Erstveröffentlichung: 15. Februar 2006                    |
| 2006 | 7.5 Fuyu Fuyu Morning Musume Mini! (7.5冬冬モーニング娘。ミニ!) | JP14 (4 Wo.)JP | Erstveröffentlichung: 13. Dezember 2006                   |
| 2007 | Sexy 8 Beat                                                     | JP7 (5 Wo.)JP | Erstveröffentlichung: 21. März 2007                       |
| 2008 | Cover You                                                       | JP27 (3 Wo.)JP | Erstveröffentlichung: 26. November 2008                   |
| 2009 | Platinum 9 Disc (プラチナ 9 Disc)                               | JP13 (5 Wo.)JP | Erstveröffentlichung: 18. März 2009                       |
| 2010 | 10 My Me                                                        | JP9 (5 Wo.)JP | Erstveröffentlichung: 17. März 2010                       |
| 2010 | Fantasy! Juuichi (Fantasy! 拾壱)                                | JP16 (3 Wo.)JP | Erstveröffentlichung: 1. Dezember 2010                    |
| 2011 | 12, Smart (12, スマート)                                        | JP8 (4 Wo.)JP | Erstveröffentlichung: 12. Oktober 2011                    |
| 2012 | 13 Colorful Character (13カラフルキャラクター)                  | JP6 (6 Wo.)JP | Erstveröffentlichung: 12. September 2012                  |
| 2014 | 14shou ~The message~ (14章~The message~)                        | JP7 (6 Wo.)JP | Erstveröffentlichung: 29. Oktober 2014                    |
| 2017 | 15 Thank you, too                                               | JP4 (7 Wo.)JP | Erstveröffentlichung: 6. Dezember 2017                    |
| 2021 | 16th ~That’s J-POP~                                             | JP2 (8 Wo.)JP | Erstveröffentlichung: 31. März 2021                       |
| 2024 | Professionals-17th                                              | JP4 (8 Wo.)JP | Erstveröffe4tlichung: 27. November 2024                   |

### Kompilationen
| Jahr | Titel | Höchstplatzierung, Gesamtwochen, AuszeichnungChartsChartplatzierungen (Jahr, Titel, Platzierungen, Wochen, Auszeichnungen, Anmerkungen) | Anmerkungen                                                 |
| Jahr | Titel | JP | Anmerkungen                                                 |
| ---- | --- | --- | ----------------------------------------------------------- |
| 2000 | プッチベスト～黄青あか～                                                                                      | JP— DiamantJP | Erstveröffentlichung: 26. April 2000 Verkäufe: + 1.000.000  |
| 2001 | Best! Morning Musume 1 (ベスト！モーニング娘.1)                                                               | JP1 ×2Doppeldiamant · (33 Wo.)JP | Erstveröffentlichung: 31. Januar 2001 Verkäufe: + 2.032.281 |
| 2004 | Best! Morning Musume 2 (ベスト！モーニング娘.2)                                                               | JP4 Gold · (12 Wo.)JP | Erstveröffentlichung: 31. März 2004 Verkäufe: + 100.000     |
| 2004 | Morning Musume Early Single Box (モーニング娘.Early Single Box)                                               | — | Erstveröffentlichung: 15. Dezember 2004                     |
| 2007 | Morning Musume All Singles Complete ~10th Anniversary~ (モーニング娘.All Singles Complete ~10th Anniversary~) | JP6 (7 Wo.)JP | Erstveröffentlichung: 24. Oktober 2007                      |
| 2009 | Morning Musume Zen Single Coupling Collection (モーニング娘. 全シングル カップリングコレクション)             | JP17 (4 Wo.)JP | Erstveröffentlichung: 7. Oktober 2009                       |
| 2010 | Morning Musume Best of Singles Japan Expo Limited Edition                                                     | — | Erstveröffentlichung: 1. Juli 2010                          |
| 2013 | The Best! ~Updated Morning Musume.~ (The Best!~Updated モーニング娘.~)                                        | JP6 (7 Wo.)JP | Erstveröffentlichung: 25. September 2013                    |
| 2014 | Morning Musume Zen Single Coupling Collection vol.2 (モーニング娘. 全シングル カップリングコレクション vol.2) | JP15 (4 Wo.)JP | Erstveröffentlichung: 12. März 2014                         |
| 2014 | One・Two・Three to Zero                                                                                       | — | Erstveröffentlichung: 5. Oktober 2014                       |
| 2019 | Best! Morning Musume 20th Anniversary (ベスト！モーニング娘。20th Anniversary)                                | JP1 (11 Wo.)JP | Erstveröffentlichung: 20. März 2019                         |
| 2023 | Morning Musume Best Selection ~The 25 Shuunen~ (モーニング娘。ベストセレクション ～The 25周年～)              | JP3 (7 Wo.)JP | Erstveröffentlichung: 30. August 2023                       |

### Singles
| Jahr | Titel Album | Höchstplatzierung, Gesamtwochen, AuszeichnungChartsChartplatzierungen (Jahr, Titel, Album, Platzierungen, Wochen, Auszeichnungen, Anmerkungen) | Anmerkungen |
| Jahr | Titel Album | JP | Anmerkungen |
| ---- | --- | --- | --- |
| 1997 | Ai no Tane (愛の種) First Time | — | Erstveröffentlichung: 3. November 1997 Debütsingle                                                                                   |
| 1998 | Morning Coffee (モーニングコーヒー) First Time | JP6 Gold · (8 Wo.)JP | Erstveröffentlichung: 28. Januar 1998 Verkäufe: + 200.000 Major-Debüt                                                                |
| 1998 | Summer Night Town (サマーナイトタウン) First Time | JP4 Platin · (18 Wo.)JP | Erstveröffentlichung: 27. Mai 1998 Verkäufe: + 400.000 Debüt der 2. Generation                                                       |
| 1998 | Daite Hold On Me! (抱いてHold On Me!) Second Morning | JP1 Platin · (16 Wo.)JP | Erstveröffentlichung: 9. September 1998 Verkäufe: + 400.000                                                                          |
| 1999 | Memory Seishun no Hikari (Memory青春の光) Second Morning | JP2 Platin · (11 Wo.)JP | Erstveröffentlichung: 10. Februar 1999 Verkäufe: + 400.000 letzte Single mit Asuka Fukuda                                            |
| 1999 | Manatsu no Kousen (真夏の光線) Second Morning | JP3 Gold · (9 Wo.)JP | Erstveröffentlichung: 12. Mai 1999 Verkäufe: + 200.000 Debüt der 2. Generation                                                       |
| 1999 | Furusato (ふるさと。) Second Morning | JP5 Gold · (6 Wo.)JP | Erstveröffentlichung: 14. Juli 1999 Verkäufe: + 200.000                                                                              |
| 1999 | Love Machine (Loveマシーン) 3rd: Love Paradise | JP1 Diamant · (31 Wo.)JP | Erstveröffentlichung: 9. September 1999 Verkäufe: + 1.000.000 Debüt von Maki Gotō (3. Generation) und letzte Single mit Aya Ishiguro |
| 2000 | Koi no Dance Site (恋のダンスサイト) 3rd: Love Paradise | JP2 ×3Dreifachplatin · (14 Wo.)JP | Erstveröffentlichung: 26. Januar 2000 Verkäufe: + 1.200.000                                                                          |
| 2000 | Happy Summer Wedding (ハッピーサマーウェディング) Best! Morning Musume 1                                                                                             | JP1 Diamant · (26 Wo.)JP | Erstveröffentlichung: 17. Mai 2000 Verkäufe: + 1.000.000 letzte Single mit Sayaka Ichii und das Debüt der 4. Generation              |
| 2000 | I Wish Best! Morning Musume 1 | JP1 Platin · (15 Wo.)JP | Erstveröffentlichung: 6. September 2000 Verkäufe: + 400.000                                                                          |
| 2000 | Renai Revolution 21 (恋愛レボリューション21) 4th Ikimasshoi! | JP2 ×2Doppelplatin · (11 Wo.)JP | Erstveröffentlichung: 13. Dezember 2000 Verkäufe: + 800.000 letzte Single mit Yuko Nakazawa                                          |
| 2001 | The Peace! (ザ☆ピ~ス!) 4th Ikimasshoi! | JP1 Platin · (23 Wo.)JP | Erstveröffentlichung: 25. Juli 2001 Verkäufe: + 400.000                                                                              |
| 2001 | Mr. Moonlight ~Ai no Big Band~ (Mr. Moonlight ~愛のビッグバンド~) 4th Ikimasshoi!                                                                                    | JP1 Platin · (14 Wo.)JP | Erstveröffentlichung: 31. Oktober 2001 Verkäufe: + 400.000 Debüt der 5. Generation                                                   |
| 2002 | Souda! We’re Alive! (そうだ!We’re Alive!) 4th Ikimasshoi! | JP1 Platin · (10 Wo.)JP | Erstveröffentlichung: 20. Februar 2002 Verkäufe: + 400.000                                                                           |
| 2002 | Do it! Now No. 5 | JP3 Gold · (15 Wo.)JP | Erstveröffentlichung: 24. Juli 2002 Verkäufe: + 200.000 letzte Single mit Maki Gotō                                                  |
| 2002 | Koko ni Iruzee! (ここにいるぜぇ!) No. 5 | JP1 Gold · (16 Wo.)JP | Erstveröffentlichung: 30. Oktober 2002 Verkäufe: + 200.000                                                                           |
| 2003 | Morning Musume no Hyokkori Hyoutanjima (モーニング娘。のひょっこりひょうたん島) Best! Morning Musume 2                                                               | JP4 Gold · (28 Wo.)JP | Erstveröffentlichung: 19. Februar 2003 Verkäufe: + 200.000                                                                           |
| 2003 | As For One Day Best! Morning Musume 2 | JP1 Gold · (10 Wo.)JP | Erstveröffentlichung: 23. April 2003 Verkäufe: + 200.000 letzte Single mit Kei Yasuda                                                |
| 2003 | Shabondama (シャボン玉) Best! Morning Musume 2 | JP2 Gold · (18 Wo.)JP | Erstveröffentlichung: 30. Juli 2003 Verkäufe: + 100.000 Debüt der 6. Generation                                                      |
| 2003 | Go Girl ~Koi no Victory~ (Go Girl~恋のヴィクトリー~) Best! Morning Musume 2                                                                                          | JP4 Gold · (16 Wo.)JP | Erstveröffentlichung: 6. November 2003 Verkäufe: + 100.000                                                                           |
| 2004 | Ai Araba It’s All Right (愛あらばIt’s All Right) Best! Morning Musume 2                                                                                              | JP2 Gold · (7 Wo.)JP | Erstveröffentlichung: 21. Januar 2004 Verkäufe: + 100.000 letzte Single mit Natsumi Abe                                              |
| 2004 | Roman ~My Dear Boy~ (浪漫~My Dear Boy~) Ai no Dai 6 Kan | JP4 Gold · (6 Wo.)JP | Erstveröffentlichung: 12. Mai 2004 Verkäufe: + 100.000                                                                               |
| 2004 | Joshi Kashimashi Monogatari (女子かしまし物語) Ai no Dai 6 Kan | JP3 Gold · (10 Wo.)JP | Erstveröffentlichung: 22. Juli 2004 Verkäufe: + 100.000 letzte Single mit Ai Kago und Nozomi Tsuji                                   |
| 2004 | Namida ga Tomaranai Houkago (涙が止まらない放課後) Ai no Dai 6 Kan                                                                                                   | JP4 (7 Wo.)JP | Erstveröffentlichung: 3. November 2004                                                                                               |
| 2005 | The Manpower!!! (Theマンパワー!!!) Rainbow 7 | JP4 (7 Wo.)JP | Erstveröffentlichung: 19. Januar 2005 letzte Single mit Kaori Iida                                                                   |
| 2005 | Osaka Koi no Uta (大阪恋の歌) Rainbow 7 | JP2 (5 Wo.)JP | Erstveröffentlichung: 27. April 2005 letzte Single mit Rika Ishikawa und Mari Yaguchi                                                |
| 2005 | Iroppoi Jirettai (色っぽいじれったい) Rainbow 7 | JP4 (5 Wo.)JP | Erstveröffentlichung: 27. Juli 2005 Debüt von Koharu Kusumi (7. Generation)                                                          |
| 2005 | Chokkan 2 ~Nogashita Sakana wa Ookiizo!~ (直感2 ~逃した魚は大きいぞ!~) Rainbow 7                                                                                     | JP4 (7 Wo.)JP | Erstveröffentlichung: 9. November 2005                                                                                               |
| 2006 | Sexy Boy ~Soyokaze ni Yorisotte~ (Sexy Boy ~そよ風に寄り添って~) Sexy 8 Beat                                                                                         | JP4 (8 Wo.)JP | Erstveröffentlichung: 15. März 2006                                                                                                  |
| 2006 | Ambitious! Yashinteki de Ii Jan (Ambitious!野心的でいいじゃん) Sexy 8 Beat                                                                                           | JP4 (6 Wo.)JP | Erstveröffentlichung: 21. Juni 2006 letzte Single von Makoto Ogawa und Asami Konno                                                   |
| 2006 | Aruiteru (歩いてる) 7.5 Fuyu Fuyu Morning Musume Mini! | JP1 (9 Wo.)JP | Erstveröffentlichung: 8. November 2006                                                                                               |
| 2007 | Egao YES Nude (笑顔YESヌード) Sexy 8 Beat | JP4 (6 Wo.)JP | Erstveröffentlichung: 14. Februar 2007 Debüt von Aika Mitsui (8. Generation)                                                         |
| 2007 | Kanashimi Twilight (悲しみトワイライト) Morning Musume All Singles Complete: 10th Anniversary                                                                        | JP2 (4 Wo.)JP | Erstveröffentlichung: 25. April 2007 letzte Single mit Hitomi Yoshizawa und Miki Fujimoto                                            |
| 2007 | Onna ni Sachi Are (女に 幸あれ) Morning Musume All Singles Complete: 10th Anniversary                                                                                | JP2 (5 Wo.)JP | Erstveröffentlichung: 25. Juli 2007 Debüt von LinLin und JunJun (beide 8. Generation)                                                |
| 2007 | Mikan (みかん) Platinum 9 Disc | JP6 (7 Wo.)JP | Erstveröffentlichung: 21. November 2007                                                                                              |
| 2008 | Resonant Blue (リゾナント ブルー) Platinum 9 Disc | JP3 (5 Wo.)JP | Erstveröffentlichung: 16. April 2008                                                                                                 |
| 2008 | Pepper Keibu (ペッパー警部) Cover You | JP3 (6 Wo.)JP | Erstveröffentlichung: 24. September 2008                                                                                             |
| 2009 | Naichau Kamo (泣いちゃうかも) Platinum 9 Disc | JP3 (5 Wo.)JP | Erstveröffentlichung: 18. Februar 2009                                                                                               |
| 2009 | Shouganai Yume Oibito (しょうがない 夢追い人) 10 My Me | JP1 (5 Wo.)JP | Erstveröffentlichung: 13. Mai 2009                                                                                                   |
| 2009 | Nanchatte Renai (なんちゃって恋愛) 10 My Me | JP2 (7 Wo.)JP | Erstveröffentlichung: 12. August 2009                                                                                                |
| 2009 | Kimagure Princess (気まぐれプリンセス) 10 My Me | JP4 (5 Wo.)JP | Erstveröffentlichung: 28. Oktober 2009 letzte Single mit Koharu Kusumi                                                               |
| 2010 | Onna ga Medatte Naze Ikenai (女が目立って なぜイケナイ) 10 My Me | JP5 (4 Wo.)JP | Erstveröffentlichung: 10. Februar 2010                                                                                               |
| 2010 | Seishun Collection (青春コレクション) Fantasy! Jūichi | JP3 (4 Wo.)JP | Erstveröffentlichung: 9. Juni 2010                                                                                                   |
| 2010 | Appare Kaiten Zushi! (あっぱれ回転ずし!) Fantasy! Jūichi | JP13 (4 Wo.)JP | Erstveröffentlichung: 27. Oktober 2010 als Muten Musume                                                                              |
| 2010 | Onna to Otoko no Lullaby Game (女と男のララバイゲーム) Fantasy! Jūichi                                                                                               | JP6 (4 Wo.)JP | Erstveröffentlichung: 17. November 2010 letzte Single mit Eri Kamei, JunJun und LinLin                                               |
| 2011 | Maji desu ka Ska! (まじですかスカ!) 12, Smart | JP5 (5 Wo.)JP | Erstveröffentlichung: 6. April 2011 Debüt der 9. Generation                                                                          |
| 2011 | Only you 12, Smart | JP4 (4 Wo.)JP | Erstveröffentlichung: 15. Juni 2011                                                                                                  |
| 2011 | Kono Chikyuu no Heiwa wo Honki de Negatterun da yo! / Kare to Issho ni Omise ga Shitai (この地球の平和を本気で願ってるんだよ! / 彼と一緒にお店がしたい) 12, Smart    | JP2 (5 Wo.)JP | Erstveröffentlichung: 14. September 2011 letzte Single mit Ai Takahashi                                                              |
| 2012 | Pyocopyoco Ultra (ピョコピョコ ウルトラ) 13 Colorful Character | JP3 (4 Wo.)JP | Erstveröffentlichung: 25. Januar 2012 Debüt der 10. Generation                                                                       |
| 2012 | Renai Hunter (恋愛ハンター) 13 Colorful Character | JP3 (6 Wo.)JP | Erstveröffentlichung: 11. April 2012 letzte Single mit Risa Niigaki und Aika Mitsui                                                  |
| 2012 | One・Two・Three / The Matenrou Show (One・Two・Three / The 摩天楼ショー) 13 Colorful Character                                                                       | JP3 Gold · (5 Wo.)JP | Erstveröffentlichung: 4. Juli 2012 Verkäufe: + 100.000                                                                               |
| 2012 | Wakuteka Take a chance (ワクテカ Take a chance) The Best! ~Updated Morning Musume~                                                                                   | JP3 Gold · (7 Wo.)JP | Erstveröffentlichung: 10. Oktober 2012 Verkäufe: + 100.000                                                                           |
| 2013 | Help Me!! The Best! ~Updated Morning Musume~ | JP1 Gold · (6 Wo.)JP | Erstveröffentlichung: 23. Januar 2013 Verkäufe: + 100.000 Debüt von Sakura Oda (11. Generation)                                      |
| 2013 | Brainstorming / Kimi Sae Ireba Nani mo Iranai (ブレインストーミング／君さえ居れば何も要らない) The Best! ~Updated Morning Musume~                                    | JP1 Gold · (6 Wo.)JP | Erstveröffentlichung: 17. April 2013 Verkäufe: + 100.000 letzte Single mit Reina Tanaka                                              |
| 2013 | Wagamama Ki no Mama Ai no Joke / Ai no Gundan (わがまま 気のまま 愛のジョーク / 愛の軍団) The Best! ~Updated Morning Musume~                                         | JP1 Gold · (5 Wo.)JP | Erstveröffentlichung: 28. August 2013 Verkäufe: + 100.000                                                                            |
| 2014 | Egao no Kimi wa Taiyou sa / Kimi no Kawari wa Iyashinai / What is Love? (笑顔の君は太陽さ / 君の代わりは居やしない / What is Love?) 14 Shō: The Message              | JP1 Gold · (7 Wo.)JP | Erstveröffentlichung: 29. Januar 2014 Verkäufe: + 100.000                                                                            |
| 2014 | Toki wo Koe Sora wo Koe / Password is 0 (時空を超え 宇宙を超え / Password is 0) 14 Shō: The Message                                                                  | JP1 Gold · (7 Wo.)JP | Erstveröffentlichung: 16. April 2014 Verkäufe: + 100.000                                                                             |
| 2014 | Tiki Bun / Shabadaba Doo~ / Mikaeri Bijin (Tiki Bun / シャバダバ ドゥ〜 / 見返り美人) 14 Shō: The Message                                                            | JP2 Gold · (6 Wo.)JP | Erstveröffentlichung: 15. Oktober 2014 Verkäufe: + 100.000 letzte Single mit Sayumi Michishige                                       |
| 2015 | Seishun Kozou ga Naiteiru / Yuugure wa Ameagari / Ima Koko Kara (青春小僧が泣いている／夕暮れは雨上がり／イマココカラ) Best! Morning Musume 20th Anniversary         | JP2 Gold · (4 Wo.)JP | Erstveröffentlichung: 15. April 2015 Verkäufe: + 100.000 Debüt der 12. Generation                                                    |
| 2015 | Oh my wish! / Sukatto My Heart / Imasugu Tobikomu Yuuki (Oh my wish! / スカッとMy Heart / 今すぐ飛び込む勇気) Best! Morning Musume 20th Anniversary                  | JP2 Gold · (4 Wo.)JP | Erstveröffentlichung: 19. August 2015 Verkäufe: + 100.000                                                                            |
| 2015 | Tsumetai Kaze to Kataomoi / Endless Sky / One and Only (冷たい風と片思い / Endless Sky / One and Only) Best! Morning Musume 20th Anniversary                         | JP1 Gold · (7 Wo.)JP | Erstveröffentlichung: 29. Dezember 2015 Verkäufe: + 100.000 letzte Single mit Riho Sayashi                                           |
| 2016 | Utakata Saturday Night! / The Vision / Tokyo to Iu Katasumi (泡沫サタデーナイト! / The Vision/Tokyoという片隅) Best! Morning Musume 20th Anniversary                 | JP2 Gold · (6 Wo.)JP | Erstveröffentlichung: 11. Mai 2016 Verkäufe: + 100.000 letzte Single mit Kanon Suzuki                                                |
| 2016 | Sexy Cat no Enzetsu / Mukidashi de Mukiatte / Sou ja nai (セクシーキャットの演説／ムキダシで向き合って／そうじゃない) Best! Morning Musume 20th Anniversary          | JP1 Gold · (7 Wo.)JP | Erstveröffentlichung: 23. November 2016 Verkäufe: + 100.000                                                                          |
| 2017 | Brand New Morning / Jealousy Jealousy (Brand New Morning / ジェラシー ジェラシー) 15 Thank You, Too                                                                  | JP2 Gold · (10 Wo.)JP | Erstveröffentlichung: 8. März 2017 Verkäufe: + 100.000 Debüt der 13. Generation                                                      |
| 2017 | Jama Shinai de Here We Go! / Dokyuu no Go Sign / Wakain da shi! (邪魔しないで Here We Go！／弩級のゴーサイン／若いんだし!) 15 Thank You, Too                         | JP2 Gold · (9 Wo.)JP | Erstveröffentlichung: 4. Oktober 2017 Verkäufe: + 100.000 letzte Single mit Haruka Kudo und Debüt der 14. Generation                 |
| 2018 | Are you Happy? / A gonna Best! Morning Musume 20th Anniversary | JP1 Gold · (7 Wo.)JP | Erstveröffentlichung: 13. Juni 2018 Verkäufe: + 100.000 letzte Single mit Haruna Ogata                                               |
| 2018 | Furari Ginza / Jiyuu na Kuni Dakara (フラリ銀座／自由な国だから) Best! Morning Musume 20th Anniversary                                                               | JP2 Gold · (8 Wo.)JP | Erstveröffentlichung: 24. Oktober 2018 Verkäufe: + 100.000 letzte Single mit Haruna Iikubo                                           |
| 2019 | Jinsei Blues / Seishun Night (人生Blues/青春Night) 16th ~That’s J-Pop~                                                                                               | JP3 Gold · (7 Wo.)JP | Erstveröffentlichung: 12. Juni 2019 Verkäufe: + 100.000                                                                              |
| 2020 | Kokoro&Karada / LOVEpedia / Ningen Kankei No way way (Kokoro&Karada / LOVEペディア/人間関係No way way) 16th ~That’s J-Pop~                                           | JP2 Gold · (10 Wo.)JP | Erstveröffentlichung: 22. Februar 2020 Verkäufe: + 100.000 Debüt der 15. Generation                                                  |
| 2020 | Junjou Evidence / Gyuu Saretai Dake na no ni (純情エビデンス/ギューされたいだけなのに) 16th ~That’s J-Pop~                                                           | JP2 Gold · (8 Wo.)JP | Erstveröffentlichung: 16. Dezember 2020 Verkäufe: + 100.000                                                                          |
| 2021 | Teenage Solution / Yoshi Yoshi Shite Hoshii no / Beat no Wakusei (Teenage Solution/よしよししてほしいの/ビートの惑星) Morning Musume Best Selection ~The 25 Shuunen~ | JP2 Gold · (15 Wo.)JP | Erstveröffentlichung: 8. Dezember 2021 Verkäufe: + 100.000 letzte Single mit Masaki Sato                                             |
| 2022 | Chu Chu Chu Bokura no Mirai / Dai・Jinsei Never Been Better! (Chu Chu Chu 僕らの未来／大・人生 Never Been Better!) Morning Musume Best Selection ~The 25 Shuunen~    | JP2 Gold · (7 Wo.)JP | Erstveröffentlichung: 8. Juni 2022 Verkäufe: + 100.000 letzte Single mit Chisaki Morito                                              |
| 2022 | Swing Swing Paradise / Happy birthday to Me! Morning Musume Best Selection ~The 25 Shuunen~                                                                          | JP1 Gold · (8 Wo.)JP | Erstveröffentlichung: 21. Dezember 2022 Verkäufe: + 100.000 letzte Single mit Kaede Kaga und Debüt der 16. Generation                |
| 2023 | Suggoi Fever! / Wake-up Call ~Mezameru Toki~ / Neverending Shine (すっごい Fever！/ Wake-up Call ～目覚めるとき～ / Neverending Shine) –                             | JP2 Gold · (11 Wo.)JP | Erstveröffentlichung: 25. Oktober 2023 Verkäufe: + 100.000 letzte Single mit Mizuki Fukumura                                         |
| 2024 | Nandaka Sentimental na Toki no Uta / Saikiyō – | JP1 Gold · (8 Wo.)JP | Erstveröffentlichung: 14. August 2024                                                                                                |
| 2025 | Ki ni Naru Sono Ki no Uta / Akaruku Ii Ko – | JP1 Gold · (8 Wo.)JP | Erstveröffentlichung: 2. Juli 2025                                                                                                   |

Weitere Singles
- 2003: 晴れ 雨 のち スキ (JP: Gold)
- 2003: 愛の園 ～Touch My Heart！～ (JP: Gold)

## Auszeichnungen für Musikverkäufe
| Goldene Schallplatte - Taiwan - 2001: für das Album Best! Morning Musume 1 (ベスト！モーニング娘.1) |

Anmerkung: Auszeichnungen in Ländern aus den Charttabellen bzw. Chartboxen sind in ebendiesen zu finden.
| Land/RegionAuszeichnungen für Musikverkäufe (Land/Region, Auszeichnungen, Verkäufe, Quellen) | Gold       | Platin       | Diamant     | Verkäufe   | Quellen    |
| -------------------------------------------------------------------------------------------- | ---------- | ------------ | ----------- | ---------- | ---------- |
| Japan (RIAJ)                                                                                 | 41× Gold41 | 16× Platin16 | 6× Diamant6 | 17.200.000 | riaj.or.jp |
| Taiwan (RIT)                                                                                 | Gold1      | —            | —           | 32.281     | rit.org.tw |
| Insgesamt                                                                                    | 42× Gold42 | 16× Platin16 | 6× Diamant6 |            |            |